# Bargou
Bargou (arabe : برڨو) est une ville du Nord-Ouest de la Tunisie, située à une vingtaine de kilomètres à l'est de Siliana.
Rattachée au gouvernorat de Siliana, elle constitue une municipalité comptant 4 916 habitants en 2014.
La ville est située sur le versant septentrional du Djebel Bargou dont le point culminant est à 1 266 mètres au-dessus du niveau de la mer.